# Amphicoma persica
Amphicoma persica is een keversoort uit de familie Glaphyridae. De wetenschappelijke naam van de soort is voor het eerst geldig gepubliceerd in 1905 door Ganglbauer.